# Courant de Guinée

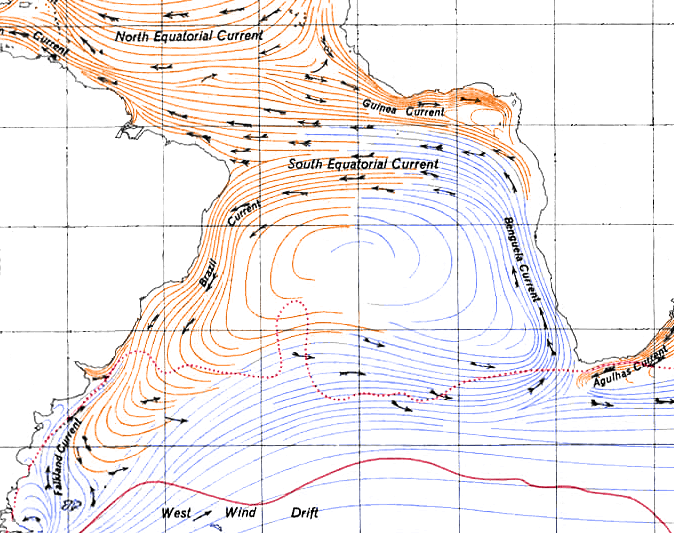
Le gyre de l'Atlantique Sud.

Le courant de Guinée est un courant d'eau chaude lent qui coule vers l'est le long de la côte guinéenne de l'Afrique de l'Ouest. Il présente une certaine similitude avec le contre-courant équatorial des ⁣⁣océans⁣⁣, ⁣Indien et Pacifique.